# 红线杜鹃
红线杜鹃（学名：Rhododendron mekongense var. rubrolineatum）为杜鹃花科杜鹃花属下的一个变种。

## 扩展阅读
- 維基物種上的相關：红线杜鹃